# Bataillon autonome de Haute-Volta
« Bataillon de tirailleurs sénégalais no 6 » redirige ici. Pour les autres significations, voir 6e bataillon.
Le bataillon autonome de Haute-Volta (BAHV) est une unité militaire des troupes coloniales françaises, chargée de la défense de la Haute-Volta en Afrique-Occidentale française.

## Différentes dénominations
- 1er avril 1920 : formation du bataillon de tirailleurs sénégalais no 6 (BTS no 6)[1]
- septembre 1939 : renommé 6e bataillon mobile de tirailleurs sénégalais (6e BMTS)[1]
- mars 1940 : redevient BTS no 6[1]
- octobre 1940 : fusionne dans le régiment de tirailleurs sénégalais de la Côte d'Ivoire[1]
- 1947 : création du bataillon autonome de Côte-d'Ivoire nord (BACIN)[1]
- octobre 1947 : renommé bataillon autonome de Haute-Volta[1]
- mars 1950 : renommé sous-groupement de la Haute-Volta[1]
- 1951 : fusionne dans le détachement motorisé autonome n° 2 (DMA no 2)[1]
- août 1956 : nouvelle formation du BAHV à partir du centre d'instruction du DMA no 2[1]
- 1er décembre 1958 : renommé 6e bataillon d'infanterie de marine[2]

## Historique
Le bataillon est constitué de tirailleurs « sénégalais » et est chargé du maintien de l'ordre colonial.
Lors de sa création en 1920, le BTS no 6 regroupe les compagnies du 2e RTS en garnison à Bobo-Dioulasso, Ouagadougou et Dédougou. De 1932 à 1947, la Haute-Volta disparait et devient Côte-d'Ivoire Nord. En juillet 1940, la 33e compagnie du bataillon, formée pour renforcer la métropole, déserte et rejoint la Côte-de-l'Or britannique.
Après-guerre, le bataillon est en garnison à Ouagadougou.

## Insigne
Homologué G.1353 en 1957, l'insigne a la description officielle suivante : « Tête de danseur mossi au naturel brochant sur l’ancre coloniale d’or. Sur la trabe les capitales BAHV ».

## Personnalités ayant servi au bataillon
Plusieurs compagnons de la Libération ont servi au BTS no 6 :
- Julien Chabert (1905-1978),
- Gaston Duché de Bricourt (1914-1942),
- Paul Gauffre (1910-1944),
- Marcel Orsini (1911-1999).